# Michał Powałowski
Michał Powałowski (ur. 18 lipca 1971 w Poznaniu) – polski nauczyciel i samorządowiec, w latach 2014–2024 wiceprezydent, od 2024 prezydent Gniezna.

## Życiorys
Od 1978 był związany ze Związkiem Harcerstwa Polskiego. Ukończył studia na Wydziale Matematyki i Techniki Wyższej Szkoły Pedagogicznej w Bydgoszczy, następnie kształcił się podyplomowo na kierunkach informatyka w szkole oraz menedżer w oświacie. Przez ponad 20 lat pracował jako nauczyciel, od 2001 był wicedyrektorem Gimnazjum nr 3 w Gnieźnie. Wykładał w Gnieźnieńskiej Szkole Wyższej Milenium.
Wstąpił do Platformy Obywatelskiej. W kadencji 2010–2014 pozostawał nieetatowym członkiem zarządu powiatu gnieźnieńskiego. W 2014 został zastępcą prezydenta Gniezna. W wyborach samorządowych w 2024 kandydował na prezydenta miasta z ramienia KWW Koalicja dla Pierwszej Stolicy. Wygrał te wybory w pierwszej turze, uzyskując poparcie na poziomie 61,65% głosów. Urząd objął po zaprzysiężeniu 6 maja 2024; zastąpił nieubiegającego się o ponowny wybór Tomasza Budasza.